# اچ‌ام‌اس کی۱۳
اچ‌ام‌اس کی۱۳ (به انگلیسی: HMS K13) یک زیردریایی بود که طول آن ۳۳۹ فوت (۱۰۳ متر) بود. این زیردریایی در سال ۱۹۱۶ ساخته شد.